# Jeunesse d'aujourd'hui
 (septembre 2021).
Jeunesse d'aujourd'hui (appelée simplement Jeunesse après 1970) est une émission culte de télévision québécoise, en noir et blanc puis en couleurs, diffusée du 16 juin 1962 au 29 décembre 1974 à Télé-Métropole et ses stations affiliées (formant plus tard le réseau TVA).

## Description
L'émission accueillait des artistes tels Michèle Richard, Jenny Rock, Tony Roman, César et les Romains, Les Classels, etc. L'une des particularités de l'émission était les danseuses yéyés qui dansaient derrière les artistes qui se produisaient sur scène. Les artistes chantaient en présonorisation (playback). Les animateurs et les invités attiraient des foules d'adolescents, souvent refoulés à la porte du studio.

## Historique
L'émission fut ajoutée à la programmation de Télé-Métropole (Canal 10) dès le 16 juin 1962, animée par Pierre Lalonde, co-animée par Joël Denis, conçue par Jean-Claude Leblanc,, et produite par Robert L'Herbier (directeur de la programmation). Elle était diffusée les samedis en début de soirée. Jacques-Charles Gilliot a été un des réalisateurs de l'émission jusqu'à l'été 1964 où il est remplacé par Jean Claveau.
À l'été 1964, Pierre Lalonde est sollicité pour animer l'émission concurrente Jeunesse oblige à Radio-Canada. N'ayant pas reçu la décision de l'animateur à temps à la fin août, le producteur Robert L'Herbier remercie Lalonde, Joël Denis devant animer seul (rejoint plus tard par Pierre Marcotte). Lalonde se joint à Jean Duceppe à l'émission de Radio-Canada dès janvier 1965.
Début février 1965, Lalonde revient à l'émission Jeunesse d'aujourd'hui en remplacement de Joël Denis. Le mois suivant, Joël Denis quitte l'émission et la direction décide de réengager Lalonde comme animateur seul.
En janvier 1970, l'émission change de titre et devint simplement Jeunesse, toujours animée par Pierre Lalonde. À l'hiver 1971, les audiences sont en baisse. Il anima sa dernière émission en juin et fut remplacé par Jacques Salvail, qui poursuivra l'animation jusqu'en 1974.
En janvier 1975, Jeunesse est officiellement remplacé par l'émission Showbizz animée par Claude Dubois.
Le 30 novembre 2003, un concert souvenir pour fêter les 40 ans de l'émission a été présenté par Joël Denis et Gilbert Fournier.

## Impact sur la popularité
Au début des années 1960, dans les régions ne disposant que d'une seule station de télévision affiliée (non-propriétaire à Radio-Canada), celles-ci ont programmé Jeunesse en remplacement de l'émission prévue sur le réseau.
Au printemps 1963, Radio-Canada lance l'émission Jeunesse oblige, tournée en direct dans les centres de loisirs où les adolescents de 16 à 20 ans fournissent le talent et s'occuperont des décors. Le concept a été ensuite remanié afin de se rapprocher de celui de Jeunesse d'aujourd'hui.
L'animateur Claude Dubois de l'émission Showbizz, débutée en 1975, a été remplacé par Pierre Lalonde quelques mois plus tard.
Les samedis dès juin 1976, l'émission Disco tourne prend l'antenne à Télé-Métropole, animée par Patrick Zabé et France Castel, qui sera assurée quelques mois plus tard par Alain Montpetit. L'émission deviendra Et ça tourne fin mai 1977 et sera diffusée jusqu'à la fin de l'été 1981. À l'automne 1981, une nouvelle émission prend l'antenne, Jeunesse express, animée par Roch Denis et Guy Gosselin.